# Ritesh Deshmukh
Ritesh Deshmukh est un acteur indien de Bollywood, né le 17 décembre 1978.

## Biographie
Ritesh Deshmukh est le fils de Vilasrao Deshmukh, ministre du gouvernement fédéral indien, et ancien ministre en chef du Maharastra.

### Vie privée
Le 3 février 2012, il épouse l'actrice  Genelia D'Souza.

## Filmographie

### Acteur

#### Cinéma
- 2003 : Out of Control (en) : Jaswinder (en tant que Ritesh Deshmukh)
- 2003 : Tujhe Meri Kasam : Rishi, (Rishikesh) (en tant que Ritesh Deshmukh)
- 2004 : Bardaasht : Anuj Shrivastav (en tant que Ritesh Deshmukh)
- 2004 : Masti : Rohit (en tant que Ritesh Deshmukh)
- 2004 : Naach : Diwakar (en tant que Ritesh Deshmukh)
- 2005 : Bluffmaster! : Aditya "Dittu" Srivastav (en tant que Riteish)
- 2005 : Home Delivery: Aapko... Ghar Tak : Party man (en tant que Ritesh Deshmukh)
- 2005 : Kyaa Kool Hai Hum : Karan Pandey (en tant que Ritesh Deshmukh)
- 2005 : Mr Ya Miss : Shekhar (en tant que Ritesh Deshmukh)
- 2006 : Apna Sapna Money Money : Kishan / Sunaina / Sania / ... (en tant que Ritesh Deshmukh)
- 2006 : Darna Zaroori Hai : Student (en tant que Ritesh Deshmukh)
- 2006 : Fight Club: Members Only : Somil (en tant que Ritesh Deshmukh)
- 2006 : Malamaal Weekly : Kanhaiya - Chokhey's son (en tant que Ritesh Deshmukh)
- 2007 : Cash : Lucky (en tant que Ritesh Deshmukh)
- 2007 : Dhamaal : Deshbandhu Dectective Roy (en tant que Ritesh Deshmukh)
- 2007 : Heyy Babyy : Tanmay Joglekar
- 2007 : Namastey London : Bobby Bedi (en tant que Ritesh Deshmukh)
- 2007 : Om Shanti Om : Lui-même (en tant que Ritiesh Deshmukh)
- 2008 : Chamku : Arjun Tiwari (en tant que Ritesh Deshmukh)
- 2008 : De Taali : Paresh 'Paglu' Gurudev (en tant que Ritesh Deshmukh)
- 2009 : Aladin : Aladin Chatterjee
- 2009 : Do Knot Disturb : Goverdhan
- 2009 : Kal Kissne Dekha : Don Kalicharan
- 2010 : Housefull : Bob
- 2010 : Jaane Kahan Se Aayi Hai : Rajesh R. Parekh (en tant que Ritesh Deshmukh)
- 2010 : Jhootha Hi Sahi
- 2010 : Rann : Purab Shastri (en tant que Ritesh Deshmukh)
- 2011 : Double Dhamaal : Deshbandhu Roy / Tukaram
- 2011 : F.A.L.T.U : Baaji Rao (en tant que Ritesh Deshmukh)
- 2011 : Love Breakups Zindagi : Ritu's Boyfriend (en tant que Ritiesh Deshmukh)
- 2012 : Housefull 2 : Jolly 4 / Jwala (en tant que Ritesh Deshmukh)
- 2012 : Kyaa Super Kool Hain Hum : Sid (en tant que Ritesh Deshmukh)
- 2012 : Tere Naal Love Ho Gaya : Viren (en tant que Ritesh Deshmukh)
- 2013 : Grand Masti : Amar (en tant que Ritesh Deshmukh)
- 2013 : Himmatwala : Ravi
- 2014 : Ek Villain : Rakesh Mahadkar (en tant que Ritesh Deshmukh)
- 2014 : Entertainment : Teleshopping Présentateur (Invité Appearance)
- 2014 : Humshakals : Kumar (en tant que Ritesh Deshmukh)
- 2014 : Lai Bhaari : Mauli / Abhay Singh Nimbalkar (Prince) (en tant que Ritesh Deshmukh)
- 2015 : Bangistan : Hafeez
- 2016 : Banjo : Taraat
- 2016 : Great Grand Masti : Amar Saxena
- 2016 : Housefull 3 : Teddy
- 2016 : Kyaa Kool Hain Hum 3 : Satyanash (non crédité)
- 2016 : Mastizaade : Deep
- 2017 : Bank Chor : Champak Chandrakant Chiplunkar
- 2018 : Koochie Koochie Hota Hai
- 2018 : Total Dhamaal
- 2019 : Housefull 4

#### Télévision
Séries télévisées
- 2013-2015 : Comedy Nights with Kapil : Lui-même
- 2016-2017 : The Kapil Sharma Show : Lui-même

### Producteur

#### Cinéma
- 2012 : Balak Palak
- 2014 : Yellow